# Sisters Beach
Sisters Beach is een plaats in de Australische deelstaat Tasmanië en telt 380 inwoners (2006).